# Ruta 700 (Costa Rica)
La Ruta 700, oficialmente Ruta Nacional Terciaria 700, es una ruta nacional de Costa Rica ubicada en la provincia de Alajuela.

## Descripción
En la provincia de Alajuela, la ruta atraviesa el cantón de San Carlos (el distrito de  Quesada).